# Tinglayan
Tinglayan is een gemeente in de Filipijnse provincie Kalinga in het noordoosten van het eiland Luzon. Bij de laatste census in 2007 had de gemeente bijna 12 duizend inwoners.

## Geografie

### Bestuurlijke indeling
Tinglayan is onderverdeeld in de volgende 20 barangays:
| - Ambato Legleg - Bangad Centro - Basao - Belong Manubal - Bugnay - Buscalan - Butbut - Dananao - Loccong - Lower Bangad | - Luplupa - Mallango - Ngibat - Old Tinglayan - Poblacion - Sumadel 1 - Sumadel 2 - Tulgao East - Tulgao West - Upper Bangad |

## Demografie
Tinglayan had bij de census van 2007 een inwoneraantal van 11.619 mensen. Dit zijn 2.545 mensen (18,0%) minder dan bij de vorige census van 2000. De gemiddelde jaarlijkse groei komt daarmee uit op -2,69%, hetgeen geheel afwijkt van het landelijk jaarlijks gemiddelde over deze periode (2,04%). Vergeleken met de census van 1995 is het aantal mensen met 1.972 (14,5%) afgenomen.

De bevolkingsdichtheid van Tinglayan was ten tijde van de laatste census, met 11.619 inwoners op 283 km², 41,1 mensen per km².